# Proizvodnja kave v Kolumbiji
Proizvodnja kave v Kolumbiji slovi po pridelavi blagih, dobro uravnoteženih kavnih zrn. Povprečna letna proizvodnja kave v Kolumbiji, ki znaša 11,5 milijona vrečk, je tretja skupna najvišja na svetu, za Brazilijo in Vietnamom, a najvišja glede na zrna arabice. Zrna izvažajo v ZDA, Nemčijo, Francijo, Japonsko in Italijo. Večina kave se goji v Kolumbijski regiji kave, medtem ko se druge regije osredotočajo na kakovost namesto na količine, kot je Sierra Nevada de Santa Marta. Leta 2007 je Evropska unija kolumbijski kavi podelila status zaščitene označbe porekla. Leta 2011 je UNESCO razglasil Coffee Cultural Landscape of Colombia ali Kulturna krajina Zona Cafetera za svetovno dediščino.
Rastlina kavovec se je do leta 1790 razširila v Kolumbijo. Najstarejše pisno pričevanje o prisotnosti kave v Kolumbiji pripisujejo jezuitskemu duhovniku Joséju Gumilli. V svoji knjigi El Orinoco ilustrado y defendido. Historia natural, civil y geográfica de este gran río y de sus caudalosas vertientes. (1730) je zabeležil prisotnost kave v misijonu svete Terezije Tabajé, blizu mesta, kjer se reka Meta izliva v Orinoko. Nadaljnje pričevanje prihaja od nadškofa podkralja Caballera y Gongore (1787), ki je v poročilu, ki ga je predložil španskim oblastem, zabeležil prisotnost pridelka na severovzhodu države blizu Girona (Santander) in Muza (Boyaca).

## Zgodnja pridelava
Prve pridelke kave so posadili v vzhodnem delu države. Leta 1808 je bila registrirana prva komercialna proizvodnja s 100 vrečami zelene kave (vsaka po 60 kg), ki so bile izvožene iz pristanišča Cucuta, blizu meje z Venezuelo. Duhovniku po imenu Francisco Romero pripisujejo, da je bil zelo vpliven pri razmnoževanju pridelka v severovzhodni regiji države. Potem ko je slišal izpoved župljanov mesta Salazar de la Palmas, je kot pokoro zahteval gojenje kave. Kava se je uveljavila v departmajih Santander in Severni Santander, Cundinamarca, Antioquia in zgodovinski regiji Caldas.

## Izvoz
Kljub temu zgodnjemu razvoju se je kava utrdila kot kolumbijski izvoz šele v drugi polovici 19. stoletja. Velika ekspanzija, ki jo je takrat doživelo svetovno gospodarstvo, je kolumbijskim lastnikom zemljišč omogočila, da so našli privlačne priložnosti na mednarodnih trgih. Postopoma so ZDA postale najpomembnejši porabnik kave na svetu, Nemčija in Francija pa najpomembnejša trga v Evropi.

### Neuspehi
Tedaj veliki kolumbijski posestniki so že poskušali izkoristiti nove priložnosti, ki jih je ponujala širitev mednarodnih trgov. Med letoma 1850 in 1857 je država doživela znatno povečanje izvoza tobaka in kinina, nato pa usnja in živega goveda. Ta zgodnja prizadevanja pri izvozu kmetijskih proizvodov so se izkazala za preveč krhka; v resnici so bili le reakcionarni poskusi najti največjo dobičkonosnost iz visokih mednarodnih cen tistega časa, ne pa poskusi ustvarjanja trdne in raznolike izvozne osnove. Proizvodnja teh sektorjev je počasi upadala, ko se je znižala cena na mednarodnih trgih, s čimer je bila preprečena prava industrijska konsolidacija.
Z padcem mednarodnih cen, ki je zabeležil prehod iz 19. v 20. stoletje, je donosnost veleposestev strmoglavo padla. Kot da to ni bilo dovolj, je tudi tisočdnevna vojna, ki je potekala v prvih letih novega stoletja, negativno vplivala na pomembne posestnike in jim onemogočila vzdrževanje nasadov v dobrih razmerah; ta okoliščina je povzela dejstvo, da so se ti pridelovalci zadolžili za nadaljnji razvoj svojih nasadov, kar jih je dokončno uničilo. Kavni posesti Santander in Seerni Santander sta zašli v krizo, posestva Cundinamarce in Antioquiaje pa so zastala.

### Posledice
Kriza, ki je prizadela velika posestva, je s seboj prinesla eno najpomembnejših sprememb kolumbijske industrije kave. Od leta 1875 je v Santanderju število malih proizvajalcev kave začelo naraščati, pa tudi v nekaterih regijah Antioquie in v regiji, imenovani Viejo ali Old Caldas. V prvih desetletjih 20. stoletja se je že utrdil nov model razvoja izvoza kave na podlagi podeželskega gospodarstva, podprt z notranjimi migracijami in kolonizacijo novih ozemelj v središču in zahodnih regijah države, predvsem v departmajih Antioquia, Caldas, Valle in v severnem delu Tolime. Tako širitev tega novega modela kave kot kriza, ki je prizadela velika posestva, sta omogočila zahodnim regijam Kolumbije, da prevzamejo vodilno vlogo pri razvoju kavne industrije v državi.
Ta preobrazba je bila zelo ugodna za lastnike majhnih kavnih posestev, ki so vstopali na trg kave. Gojenje kave je bilo za lokalne kmete zelo privlačna možnost, saj je ponujala možnost trajne in intenzivne rabe zemlje. V skladu s tem produktivnim modelom tradicionalnega kmetijstva, ki temelji na metodi poseka in požiganja, je zemlja dolgo časa ostala neproduktivna. Nasprotno pa je kava ponujala možnost intenzivnega kmetijstva, brez večjih tehničnih zahtev in brez žrtvovanja pridelave samooskrbnih poljščin, s čimer je ustvarila pogoje za širitev nove kulture kave, v kateri prevladujejo majhne kmetije.

### Od 1905 do 1907 do danes
Čeprav je ta nova vrsta kave, pridobljena od podeželskih kmetov, pokazala znatno sposobnost rasti na meji trenutnih mednarodnih cen, Kolumbija ni imela sorazmerno pomembne dinamike na svetovnem trgu tega izdelka. V obdobju med letoma 1905 in 1935 je industrija kave v Kolumbiji dinamično rasla zaradi vizije in dolgoročne politike, ki je izhajala iz ustanovitve Federación Nacional de Cafeteros de Colombia (Nacionalne federacije pridelovalcev kave Kolumbije) leta 1927.
Zveza lokalnih kmetov in malih proizvajalcev v federaciji jim je omogočila soočanje z logističnimi in komercialnimi težavami, ki jih posamezno ne bi bilo mogoče. Sčasoma in z raziskavami, opravljenimi v Cenicaféju, ustanovljenem leta 1938, in zvezni kmetijski svetovalni službi so izboljšali sistem pridelave. Razvili so učinkovitejše prostorske vzorce, ki so omogočali diferenciacijo izdelka in podpirali njegovo kakovost. Trenutno Dežela kave v Kolumbiji vključuje vse gorske verige in druge gorske regije v državi ter ustvarja dohodek za več kot 500.000 družin, ki gojijo kavo.

## Podnebne spremembe
Medtem ko je članek New York Timesa iz leta 2011 trdil, da so regionalne podnebne spremembe, povezane z globalnim segrevanjem, povzročile, da se je proizvodnja kolumbijske kave zmanjšala z 12 milijonov 132-kilogramskih vrečk, ki je standardni mera, na 9 milijonov vrečk med letoma 2006 in 2010, pri čemer so se povprečne temperature dvignile za 1 stopinjo Celzija med letoma 1980 in 2010 in povprečno količino padavin, ki so se v preteklih letih povečale za 25 odstotkov, kar je motilo posebne podnebne zahteve zrn arabice , se je donos kolumbijske kave od leta 2011 do 2018 znatno povečal na 14,2 milijona vrečk.

## Kolumbijska regija kave
Kolumbijska regija kave (špansko Eje Cafetero), znana tudi kot Kavni trikotnik (špansko Triángulo del Café), je del kolumbijske regije Paisa. Na območju so trije departmaji: Caldas, Quindío in Risaralda. Ti so med najmanjšimi departmaji v Kolumbiji s skupno površino 13.873 km², kar predstavlja približno 1,2 % kolumbijskega ozemlja. Skupno število prebivalcev je 2.291.195 (popis 2005). Leta 2011 je UNESCO regijo razglasil za svetovno dediščino.

## Marketing

### Nacionalna zveza pridelovalcev kave Kolumbije
Nacionalna zveza pridelovalcev kave Kolumbije je neprofitno poslovno združenje, popularno znano po svoji marketinški kampanji Juan Valdez. Zveza je bila ustanovljena leta 1927 kot poslovna zadruga, ki spodbuja proizvodnjo in izvoz kolumbijske kave. Trenutno zastopa več kot 500.000 proizvajalcev, od katerih so večinoma majhne družinske kmetije. Zveza podpira raziskave in razvoj v proizvodnji kave z donacijami lokalnim univerzam in raziskovalnim inštitutom, ki jih sponzorira zveza. Zveza spremlja tudi proizvodnjo, da zagotovi izpolnjevanje standardov kakovosti izvoza. Zveza je bila ustanovljena s tremi cilji: 1) zaščititi industrijo, 2) preučiti njene probleme in 3) podpirati njene interese. Koncept blagovne znamke Juan Valdez je bil razvit leta 1981, da bi razlikoval 100 % kolumbijsko kavo od kave, mešane z zrni iz drugih držav. Blagovna znamka se je prvič pojavila na televiziji leta 1983 s podeželskim kmetom, ki je nosil kavo na svoji muli.

### Juan Valdez
Juan Valdez je izmišljeni lik, ki se od leta 1958 pojavlja v oglasih Nacionalne zveze pridelovalcev kave Kolumbije in predstavlja kolumbijskega pridelovalca kave. Oglase je oblikovala oglaševalska agencija Doyle Dane Bernbach, s ciljem razlikovati 100-odstotno kolumbijsko kavo od kave, mešane z zrni iz drugih držav. Običajno se pojavi s svojo mulo Conchito , ki nosi vreče pobranih kavnih zrn. Postal je ikona Kolumbije, pa tudi kave nasploh, ikoničen videz Juana Valdeza pa pogosto posnemajo ali parodirajo na televiziji in v drugih medijih.
Znak Juan Valdez se uporablja kot blagovna znamka sestavin, ki posebej označuje kavna zrna, ki se gojijo in pobirajo samo v Kolumbiji. Del oglaševalske kampanje vključuje prepričevanje potrošnikov, da obstajajo posebne prednosti kavnih zrn, pridelanih in predelanih v Kolumbiji, »vključno s tem, kako komponente tal, nadmorska višina, sorte in načini obiranja ustvarjajo dober okus.« Nacionalna zveza pridelovalcev kave Kolumbije. je v celoti v lasti in pod nadzorom kolumbijskih pridelovalcev kave (cafeteros), ki štejejo več kot 500.000 ljudi.

### Narodni park kave
Parque del Café (Park kave) je tematski park v departmaju Quindío v Kolumbiji, 4 km jugozahodno od mesta Montenegro in 11 km zahodno od glavnega mesta departmaja Armenia. Park sta ustanovila Nacionalna zveza pridelovalcev kave Kolumbije (La Federación Nacional de Cafeteros de Colombia) in Departmajski odbor pridelovalcev kave v Quindíu (El Comité Departamental de Cafeteros del Quindío), odprli pa so ga 24. februarja 1995. Sestavljen je iz dveh glavnih prostorov: ob glavnem vhodu so stavbe, v katerih je muzej in razstave, ki podrobno opisujejo zgodovino, kulturo in proces pridelave in predelave kave v regiji; v dolini onkraj pa je zabaviščni park. Območji sta povezani z gondolo in sedežnico: med obema območjema se je mogoče sprehoditi tudi po ekološki poti, ki poteka skozi nasad številnih sort kavnih grmov.
Park ponuja zanimivosti, kot so razstave animatronike, svetovni kavni vrt, stojnice s hrano, ki temeljijo na kavi in tradicionalni kolumbijski arhitekturi. Leta 2009 je park prejel petmilijontega obiskovalca in je postal ena največjih turističnih znamenitosti Kolumbije z več kot milijonom obiskovalcev v letu 2017.